# Косенко, Иларион Федорович
Иларион Федорович Косенко (19 августа 1888, Зеньков — 10 октября 1950, Париж) — украинский государственный деятель, министр почты и телеграфов УНР, журналист. Также общественный деятель во время эмиграции во Франции.

## Биография
Высшее образование получил в Петроградском политехническом университете, выучившись на инженера. Пребывал под негласным наблюдением полиции. Был генеральным секретарём Союза украинских студенческих организаций Петрограда. После обучения вернулся на Украину.
В 1917 году Косенко — член Украинского революционного комитета и глава организации украинских социалистов-революционеров в Петрограде. Работал начальником Киевского почтово-телеграфного округа. Член комитета при главноуполномоченном правительства УНР на Подолье от Министерства печати и пропаганды. Редактировал ежедневную Каменец-Подольскую газету «Наш путь».
С мая 1920 года занимал должность министра почты и телеграфов УНР.
В конце 1920 года вместе с семьей эмигрировал во Францию. В эмиграции в Париже активный общественный деятель, администратор еженедельника «Тризуб» (1925—1940 годы). В 1926 году входил в состав инициативной группы поддержки украинцев во Франции.
В 1927 году при редакции «Тризуба» был организован библиотечный совет в составе Вячеслава Прокоповича (председатель), Илариона Косенко, Александра Удовиченко, Ивана Рудичева. Занимал должность председателя совета директории «Украинской библиотеки им. С. Петлюры», ухаживал за помещением библиотеки в Париже во времени немецкой оккупации.
С 1929 года — заместитель председателя Генерального совета украинских эмигрантских организаций, в 1930-х годах — генеральный секретарь Главного украинского эмиграционного совета, заместитель председателя Комитета помощи голодающим в Украине, член Комитета дружбы народов Кавказа, Туркестана и Украины, член комитета «Франц-Орион», который систематически печатал бюллетени, статьи, брошюры и другие информационные материалы европейских и украинских авторов об Украине.